# Cattedrale di Pozzuoli
La basilica di san Procolo martire è il principale luogo di culto cattolico della città di Pozzuoli, nonché duomo della città e sede vescovile dell'omonima diocesi.
Questo edificio, situato sulla sommità del Rione Terra, a causa delle molteplici distruzioni e ricostruzioni subite, racchiude in sé una notevole sintesi della storia della città, dalla sua fondazione fino ad oggi.
Chiuso al culto a seguito di un incendio nel 1964 è stato riaperto al culto l'11 maggio 2014.

## Storia
Questo complesso è di epoca molto antica e sorse probabilmente in epoca greca o sannitica come Capitolium della città. Fu radicalmente ristrutturato in età repubblicana sino ad essere completamente riedificato in età augustea. 

### Il tempio di Augusto

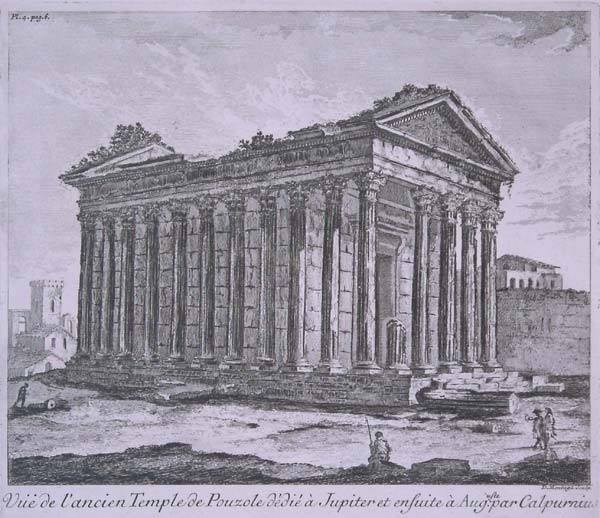
Ricostruzione artistica settecentesca del tempio romano

Il tempio fu fatto erigere dal ricco mercante Lucio Calpurnio in onore dell'imperatore Augusto, come riferisce un'iscrizione con dedica: L. Calpurnius L.f. templum Aug. cum ornamentis d.s.f. (Lucio Calpurnio, figlio di Lucio, dedicò a sue spese questo tempio ed il suo arredo ad Augusto), e fu costruito dall'architetto Lucio Cocceio Aucto sui resti di un precedente tempio di età repubblicana risalente al 194 a.C., che già era stato fatto restaurare da Silla nel 78 a.C. Si presentava come un tempio pseudoperiptero esastilo, con nove colonne scanalate sui lati lunghi, di ordine corinzio con due rampe laterali ascendenti al basamento del pronao. La cella era di forma quadrata e fu costruita con blocchi di marmo bianco, connessi tra loro senza l'impiego di malta. In questa maniera fu realizzato anche il resto dell'edificio.

### La chiesa cristiana
Tra la fine del V e gli inizi del VI secolo i puteolani decisero di dedicare, come chiesa, questo edificio di età augustea al loro santo patrono Procolo. Nel 1538 subì gravi danni a seguito dello sprofondamento di Tripergole e della conseguente nascita del Monte Nuovo. Il vescovo Gian Matteo Castaldo lo restaurò e per far fronte alla spesa occorrente, ottenne da papa Paolo III, con un decreto del 16 giugno 1544, la facoltà di vendere i beni stabili della mensa vescovile fino al prezzo di 200 ducati d'oro.

#### Il rifacimento barocco e gli interventi successivi

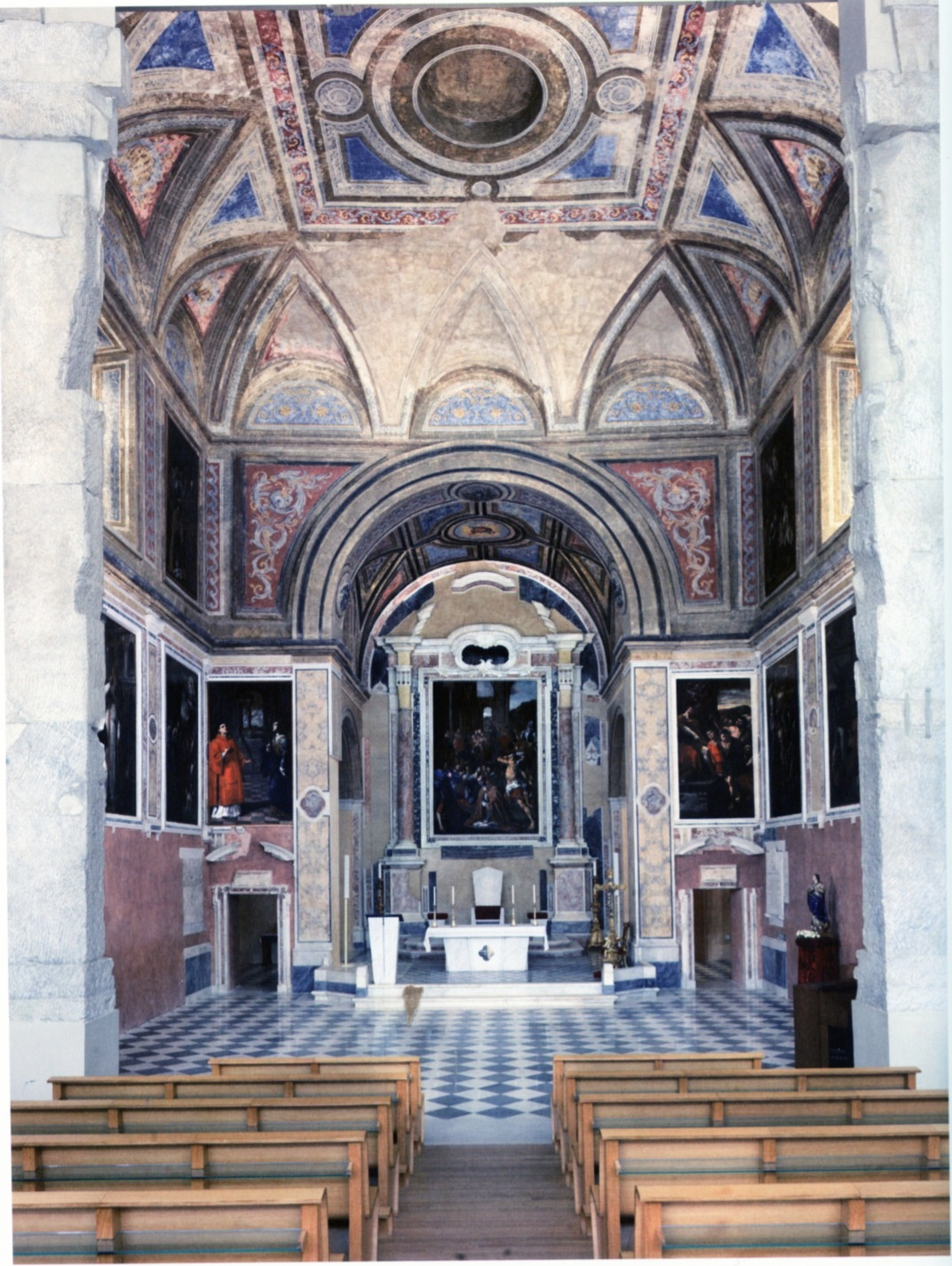
La parte barocca con le tele riposizionate

Nel 1636 il vescovo Martín de León y Cárdenas, in conformità ai dettami della controriforma, diede avvio alla ricostruzione del duomo, che terminò nel 1647. Questo intervento fu progettato dall'architetto Bartolomeo Picchiatti con la consulenza artistica di Cosimo Fanzago.
Dopo aver sfondato la parete nord del tempio romano, fu realizzato un nuovo coro e messo in collegamento con la coeva sala Capitolare, che oggi si presenta ricoperta da affreschi raffiguranti tutti i vescovi di Pozzuoli fino al 1732. Inoltre, nel 1633, fu costruito un nuovo campanile, (demolito nel 1968, dal quale sono state recuperate tre delle sue quattro antiche campane).
All'interno del duomo fu realizzata una cappella adibita al culto del santissimo Sacramento, sormontata all'esterno da una cupola maiolicata e decorata internamente con marmi e, nei pennacchi della cupola, con la raffigurazione, ad affresco, dei quattro evangelisti, che, malgrado i recenti restauri, si presentano deteriorati. In origine presentava un altare in marmi policromi e un ciborio riccamente decorato con lapislazzuli e altre pietre dure dei quali si sono perse le notizie da molto tempo.

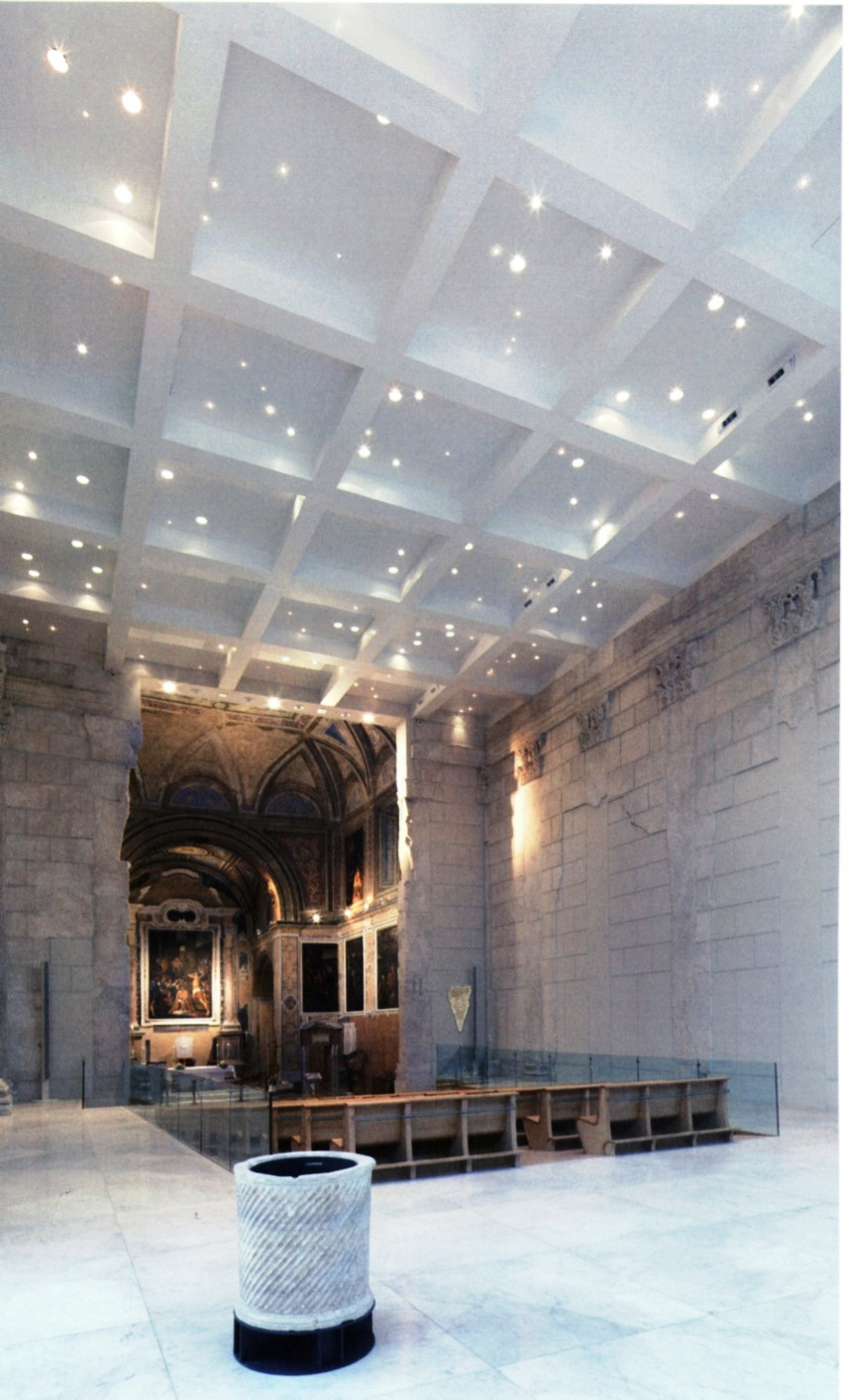
Il tempio romano riemerso dopo i restauri

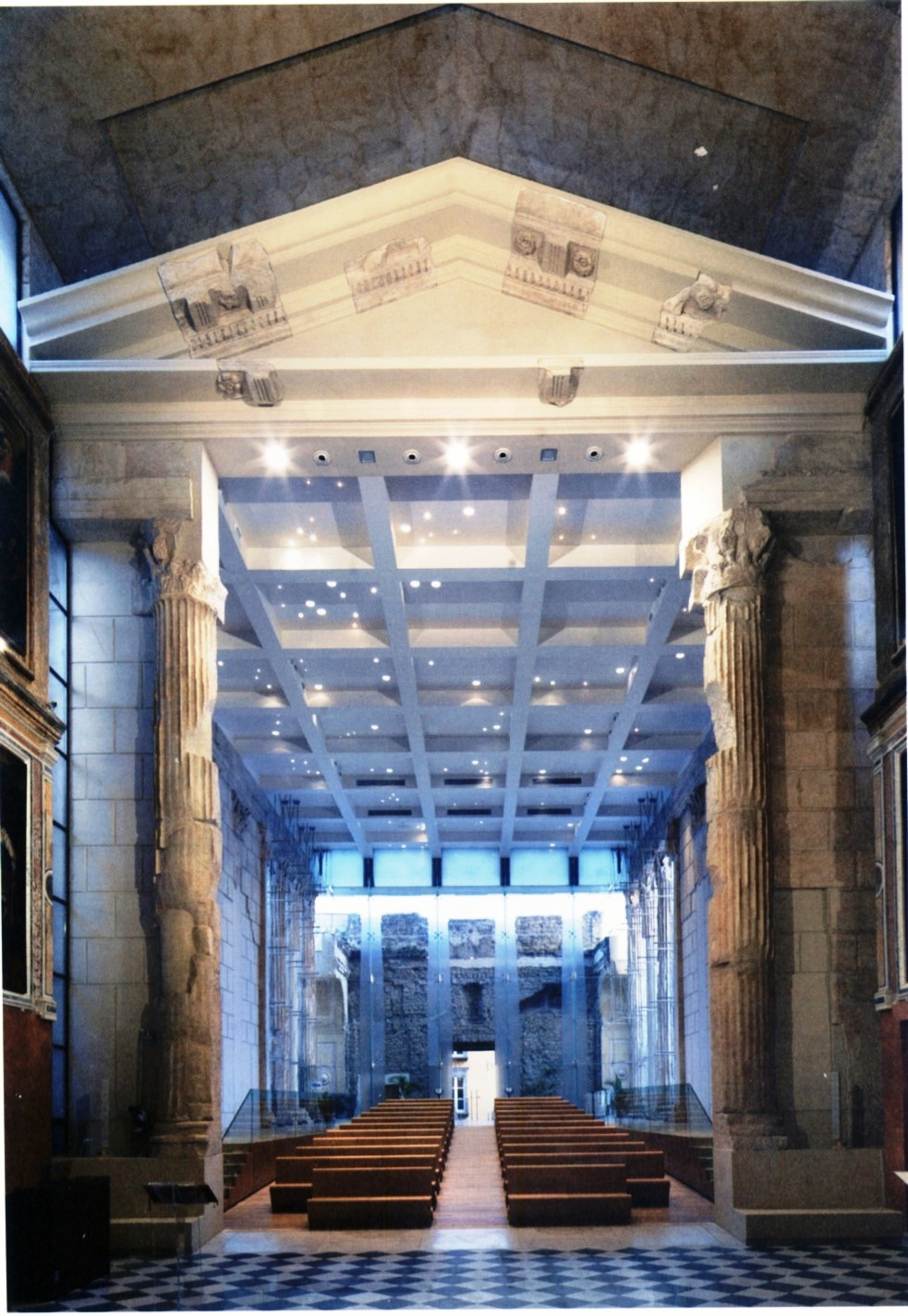
Il tempio romano riemerso dopo i restauri

Anche il resto del duomo fu arricchito dal de León con splendidi quadri di noti artisti dell'epoca, tra i quali si ricorda, innanzitutto, Artemisia Gentileschi, autrice delle tre tele San Gennaro nell'anfiteatro di Pozzuoli, Santi Procolo e Nicea, Adorazione dei Magi. Questo fa della Cattedrale di Pozzuoli non solo una tappa fondamentale per chi voglia conoscere ed apprezzare la produzione artistica della grande pittrice, ma anche un raro esempio di luogo sacro cristiano ampiamente decorato (con un totale di circa 18 metri quadrati di tela) da un'artista femminile.
Si aggiungono al notevole patrimonio della chiesa importanti tele di Giovanni Lanfranco, Cesare Fracanzano, Francesco Fracanzano, Agostino Beltrano, Onofrio Giannone, Massimo Stanzione e Paolo Finoglio (San Pietro consacra vescovo san Celso).
Nel 1817 venne annessa al duomo l'adiacente cappella del Santissimo Corpo di Cristo. Il vescovo Michele Zezza di Zapponeta, in seguito, mise in collegamento l'ex chiesetta della SS Trinità, risalente al XII secolo e ridotta, a causa di varii crolli e rifacimenti, ad una piccola cappella, con la cappella del SS.Corpo di Cristo mediante un'apertura a destra dell'altare, adibendola a ufficio parrocchiale.
Il duomo invece, dichiarato monumento nazionale con regio decreto del 21 novembre 1940, divenne basilica minore pontificia con bolla di papa Pio XII del 25 novembre 1959.

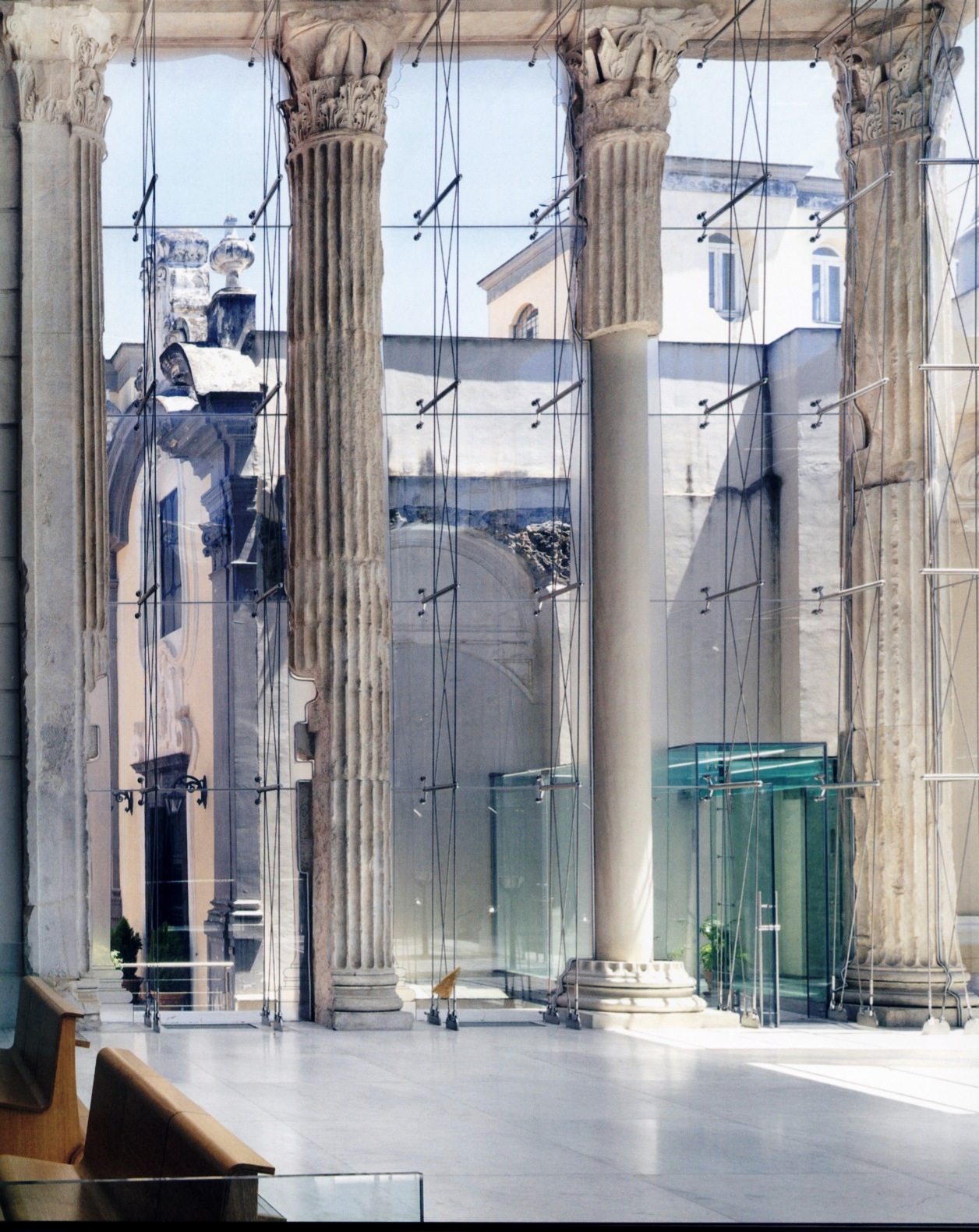
Il tempio romano riemerso dopo i restauri

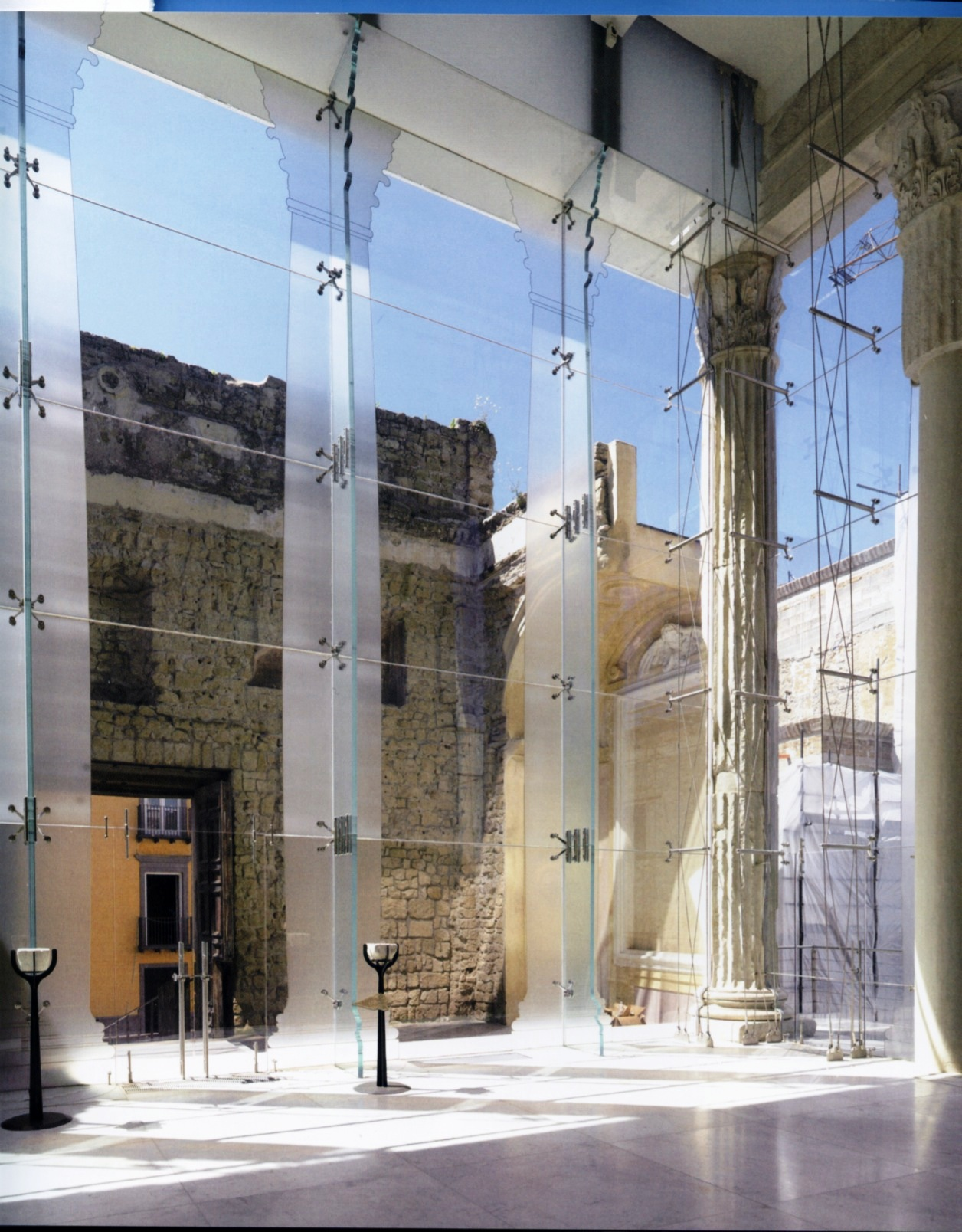
Il tempio romano riemerso dopo i restauri

#### L'incendio
La navata centrale della Cattedrale venne completamente distrutta da un incendio, nella notte tra il 16 e il 17 maggio 1964, divampato dall'altissimo tetto in legno che copriva la sopraelevata volta in incannucciato, così intenso da sviluppare un calore tale da calcinare anche i muri di pietra e i marmi antichi. La notizia, diffusa in tutto il mondo il giorno seguente, provocò allarme e sollecite reazioni, tra le quali l'immediato trasferimento delle tele salvate, provenienti per la maggior parte dal coro, in alcuni musei di Napoli come quello di Capodimonte e quello di San Martino. Da allora, la chiesa di Santa Maria della Consolazione svolse le funzioni di procattedrale e dal 1995 la moderna chiesa di San Paolo, nel quartiere di Monterusciello, quelle di concattedrale.

#### Bradisismo e restauri
Il Rione Terra, entro il quale sorge la cattedrale puteolana, fu sgomberato nel 1970 per i danni subiti a seguito di una crisi bradisismica, sebbene lo sgombero fosse richiesto anche per le pessime condizioni igieniche che vi albergavano. Rimase solo il Vescovo per salvaguardare lo svolgimento dei lavori di restauro, iniziati nel 1968 e guidati dal noto museografo Ezio De Felice, ma gli intoppi burocratici e le difficoltà di reperimento dei finanziamenti, ritardarono enormemente l'esecuzione, portando, il 10 maggio 1979, alla definitiva interruzione delle opere. Il terremoto del 23 novembre 1980, con il forzato allontanamento del Vescovo, e l'accentuazione del bradisismo del 1983-84 poi, determinarono il totale abbandono del monumento, che fu sottoposto ad atti vandalici e saccheggi. I lavori ripresero nel 1994, dopo una interruzione di circa due anni, grazie alla costituzione di un consorzio, denominato "Rione Terra". Infine, nel luglio 2003, la Regione Campania bandì un Concorso internazionale di progettazione per il Restauro del monumento, vinto dal progetto del gruppo guidato dall'architetto Marco Dezzi Bardeschi. scientifico del Complesso.
Il 31 Luglio 2020 il Vescovo ha eretto l'Istituzione culturale del complesso Basilica Cattedrale - Museo Diocesano, affidandola al contempo alla Fondazione "Centro Educativo Diocesano Regina Pacis" al fine di valorizzarne la bellezza artistica e culturale attraverso un progetto di inclusione sociale di giovani del territorio e di ragazzi e ragazze provenienti dai due istituti penali presenti in diocesi: Nisida e Pozzuoli. La Fondazione, in accordo con il Vescovo di Pozzuoli, il 7 agosto 2020 ha nominato il prof. Gaetano Iaia, Direttore.

## Struttura
Oggi la cattedrale si mostra come la giustapposizione di due ambienti distinti - il tempio classico e la chiesa tardo barocca - da cui deriva l'identificazione del monumento con il nome di "tempio-duomo".
L'ingresso avviene attraverso i resti della facciata e delle prime due cappelle della cattedrale barocca, il cui insieme oggi si presenta come un nartece scoperto che precede la nuova facciata in cristallo strutturale sulla quale sono state serigrafate le colonne frontali del pronao, andate distrutte.
Si apre quindi l'unica navata, allestita nella cella e nel pronao del tempio romano, i cui intercolunni laterali sono stati richiusi con alte pareti in cristallo; il pavimento è stato riportato alla quota originaria ed è stato scavato al suo interno il piano dello stilobate realizzando un piano inclinato (con le panche) di raccordo con lo spazio del presbiterio posto ad una quota più bassa, in modo da valorizzare il percorso archeologico sottostante, nel quale sono conservati i resti del podio di età repubblicana identificato con il Capitolium della colonia romana del 194 a.C.
Nel presbiterio è stato allestito un nuovo altare rivolto verso i fedeli, una sede posta in luogo dell'antico altare maggiore, andato perduto, e un ambone in marmo; nel coro invece sono stati recuperati gli affreschi dell'inizio del XX secolo e sono state ricollocate le tredici tele barocche rimosse dopo l'incendio.
L'antica sacrestia e la cappella del Santissimo Sacramento, nella quale è stato collocato un nuovo tabernacolo per la custodia delle specie eucaristiche e dove sono state ricollocate alcune delle tele presenti prima della chiusura della cattedrale, hanno riassunto le destinazioni che avevano prima dell'incendio.